# The World Is in My Hands
The World Is in My Hands è un singolo del gruppo dance tedesco Cascada, pubblicato nel 2013 ed estratto dalla raccolta The Best of Cascada.

## Tracce
- Download digitale[1]

1. The World Is In My Hands (Video Edit) – 2:57
2. The World Is In My Hands (Ryan Thistlebeck Vs. Manila Radio Edit) – 3:23
3. The World Is In My Hands (Steve Modana Radio Edit) – 3:05
4. The World Is In My Hands (Extended Mix) – 4:13
5. The World Is In My Hands (Ryan Thistlebeck Vs. Manila Remix) – 5:29
6. The World Is In My Hands (Steve Modana Remix) – 4:02